# FISHBOY
FISHBOY（フィッシュボーイ、本名：中田 啓之（なかだ ひろゆき）、1985年12月19日 - ）は、日本のストリートダンサー、振付師、D.LEAGUEチーム・CyberAgent Legitディレクター。ダンス&ボーカルグループ・RADIO FISHのメンバーとしても活動している。所属事務所はワタナベエンターテインメント。

## 略歴
1985年（昭和60年）12月19日（木曜日）、大阪府高槻市で生まれる。実兄は中田敦彦、義姉は福田萌。幼稚園児の時まで大阪府で育ち、小学生時代は山口県山口市で過ごした。小学6年生の時に東京都へ移住し、練馬区立石神井西小学校に転入。卒業後は青山学院中等部、青山学院高等部、青山学院大学経営学部を卒業した。小・中学生時代はサッカー部に所属していた。中学校1年生の頃、兄にお笑い界入りを誘われたが、断っている。
小学生2年生の時、父親が宴会芸で使っていたムーンウォークを教えてもらい、初めてダンスを経験。中学生の時にストリートダンスを始め、高校1年生の時、ポップダンスチーム・BLACK D.O.G.Sを結成。2003年、高校生全国大会「DANCEATTACK」で優勝。2007年には、大学生全国大会「BIGBANG!!!」などでも優勝を果した。
2009年、フランス・パリで開催された世界大会「Juste Debout」でフォーマーアクションのKITEとコンビを組み優勝。
2014年、兄・敦彦とその相方藤森慎吾らによる6人編成のダンス&ボーカルグループ、RADIO FISHを結成。
2020年8月、プロダンスリーグ・D.LEAGUEのチーム「CyberAgent Legit」のディレクター（監督）に就任。22-23SEASONから24-25SEASONまでリーグ3連覇を達成。24-25SEASONはCHAMPIONSHIPでも優勝し、シーズン完全優勝を達成。
2025年4月28日、同年7月までに執行される第27回参議院議員通常選挙の比例区公認候補として自由民主党から立候補することが党側より発表された。候補者名は「中田フィッシュ」としている。7月20日の投開票の結果、26,738票を獲得したが、自由民主党が12議席を確保したのに対し31人中28位で落選。

## 人物
DA PUMPのKENZOの後輩であり高校生の頃から知り合い。
兄同様に熱狂的な読売ジャイアンツファンである。
オリエンタルラジオのネタ「武勇伝」の動きは、“フレズノ”というダンスのステップをしているFISHBOYの姿を見ていた兄・敦彦が振りに取り入れたものである。
芸名の由来は、兄・中田敦彦が芸人になる前に書いた「ピコル君の小さな冒険記」という物語に登場する"フィッシュボーイ"というキャラクターの名前にある"FISH"も"BOY"もどちらも馴染みのある英単語なので、もし自分が海外に進出する時に覚えてもらいやすいと思いFISHBOYの名で活動している。

### RADIO FISH
グループではSKILL-MASTER (スキルマスター) という肩書きでパフォーマンスや振付などを担当している。パフォーマンスでの立ち位置は基本的にShow-heyと対称となる。メンバーカラーは緑。
RADIO FISH結成時、NAKATAから要望された条件の下、他のSKILL-MASTERメンバーやサウンドプロデューサーらを集めていた。

## 出演

### テレビ番組
- DANCE@TV（2009年10月2日 - 2014年3月25日、テレビ東京系） - MC
- スター☆ドラフト会議（2011年5月17日 - 2012年6月19日、日本テレビ系）
- スッキリ!!（2011年5月27日、日本テレビ系）
- 爆報! THE フライデー（2011年11月25日・12月23日、TBS系）
- 爆笑そっくりものまね紅白歌合戦スペシャル（2012年3月24日、フジテレビ系）
- ピラメキーノ（2012年6月12日 - 2013年3月19日、テレビ東京系）
- 人生が変わる1分間の深イイ話（2012年6月11日・2016年10月24日、日本テレビ系）
- 踊る!さんま御殿!!（2012年6月12日、日本テレビ系）
- Rの法則（2012年9月27日、NHK Eテレ）
- ロンブー&チュートの芸能人ヒットソングで爆笑ショーバトル!（2013年4月4日、日本テレビ系）
- ウチくる!?（2013年7月14日、フジテレビ系）
- ORIGINAL SYILE～らしさを、ぶつけろ～（2013年9月16日、TBS系）
- 炎の体育会TV（2013年10月5日、TBS系）
- 熱血! Danceアカデミー（2013年10月12日・12月15日、テレビ東京系）
- ものまね王座大決定戦 新王者誕生スペシャル（2013年12月28日、フジテレビ系）
- 恋愛総選挙（2014年4月2日、フジテレビ系）
- 超流派（2014年5月9日・11月6日・2016年4月15日、テレビ東京系）
- OV監督（2014年5月19日、フジテレビ系）
- バリバラ（2014年8月22日・8月29日、NHK Eテレ）
- SKE48 ZERO POSITION（2014年10月4日、TBSチャンネル1）
- トライブクルクル（2014年10月26日 - 11月16日、テレビ朝日系）
- AKBINGO!（2016年2月23日・3月1日・2018年3月27日・4月3日、日本テレビ系）
- 有吉ゼミ（2016年3月14日、日本テレビ系）
- ナカイの窓（2016年5月11日、日本テレビ系）
- 行列のできる法律相談所（2016年5月15日・2018年12月9日、日本テレビ系）
- バディーズ～私と大切な仲間たち～ 「ダンサー FISHBOY」（2016年5月26日、フジテレビ系）
- くりぃむVS林修!クイズサバイバー（2016年6月29日・2017年12月31日、テレビ朝日系）
- ダウンタウンDX（2016年7月7日、日本テレビ系）
- 本気プリ（2016年7月17日、CBC）
- くりぃむクイズ ミラクル9（2016年8月3日、テレビ朝日系）
- クイズ!ドレミファドン!2016（2016年10月11日、フジテレビ系）
- 関ジャム 完全燃SHOW（2016年11月20日、テレビ朝日系）
- 全力! DANCEストーリー（2016年12月26日、テレビ東京系）
- 芸能界特技王決定戦 TEPPEN（2017年1月13日・2021年10月9日・2022年2月5日、フジテレビ系）
  - 2021年10月9日 - ダンス部門 優勝
  - 2022年2月5日 - ダンス部門 優勝
- クイズプレゼンバラエティー Qさま!!（2017年2月6日、テレビ朝日系）
- ザ・タイムショック（2017年3月30日、テレビ朝日系）
- バリすご8（2017年5月21日、テレビ西日本）
- 金曜★ロンドンハーツ（2017年7月7日、テレビ朝日系）
- 林先生が驚く初耳学!→林先生の初耳学（2017年9月10日 - 、TBS系） - 不定期出演
- battle for money 戦闘中（2018年5月13日、フジテレビ系）
- 青春!ダンススタジアム（2018年9月2日・2019年9月2日、フジテレビ系）
- 中田敦彦のSTAND UP STUDY（2019年12月12日・12月19日、テレビ朝日系） - ナレーション
- 欅って、書けない?（2020年5月18日、テレビ東京系）
- 灼熱!ダンススタジアム（2021年1月3日、フジテレビ系）
- フィーチャーズ（2021年1月19日、フジテレビ系）
- ダンススタジアム2021春の新人戦～高校1年生、試練の春～（2021年4月22日、フジテレビ系）
- ニンゲン観察バラエティ モニタリング（2021年5月27日、TBS系）
- 沼にハマってきいてみた（2021年12月29日、NHK Eテレ）

### ラジオ
- DANCE DRAGON（2012年4月7日 - 2013年2月8日、TOKYO FM）
- TOKYO DANCE PARK（2012年5月19日・2018年11月3日、インターFM）
- SHAREWASE（2013年9月19日、SORA×NIWA）
- DANCE DANCE PLANET ～"Hi" Of THE FISH～（2014年2月4日 - 2018年6月29日、SORA×NIWA）
- BPM2022（2014年4月7日、FMヨコハマ）
- HINA&YURIA 有言実行! やらなきゃ何も始まらない（2014年5月22日、SORA×NIWA）
- らじらー! サンデー（2015年8月2日、NHKラジオ第1放送）
- Beat Connection（2018年11月6日 - 2019年10月19日、BSCラジオ）

### インターネットテレビ
- 美男子界（2012年11月22日、NOTTV）
- #日本で一番カワイイ女の子をこの番組が、決めちゃうゾTV（2016年4月29日、AbemaTV）
- AbemaTV presents ワタナベお笑いNo.1 決定戦 2017（2017年2月23日、AbemaTV）
- PRODUCE 101 JAPAN（2019年10月29日、GYAO!）
- my name is（2023年5月28日、ABEMA）

### テレビドラマ
- ルパンの娘（2019年7月11日、フジテレビ系） - 新谷幹雄 役

### 舞台
- w-inds. 千葉涼平主催舞台
  - The Shot（2013年5月4日 - 6日、日経ホール / 2013年8月9日 - 10日、新宿文化センター / 2013年10月12日、大阪国際交流センター）
  - The Shot Ⅱ（2014年4月17日、三郷文化会館 / 2014年4月19日、メルパルク大阪 / 2014年4月28日 - 29日、新宿文化センター）
- オリエンタルラジオ単独公演
  - お楽しみ会（2014年2月9日、新宿シアターモリエール）
- ウィズ～オズの魔法使い～（2015年3月7日 - 22日、東京国際フォーラム）

### WEB
- 吉野家「吉野家×ストリートダンス」（2015年）
- SONY “h.ear on Wireless NC” PRムービー「FISHBOY Wireless Dance」（2016年）

### ミュージック・ビデオ
- スポンテニア「愛よりも強いもの」（2011年）
- Dream5「Like & Peace!」（2011年）
- KAT-TUN 田口淳之介「FLASH」（2013年）
- 當山みれい「Fallin' Out/I Wanna NO feat.SHUN」（2014年）
- 荻野目洋子「ダンシング・ヒーロー (Eat You Up)」（2014年）
- 三代目 J Soul Brothers from EXILE TRIBE 「Eeny, meeny, miny, moe!」（2015年）
- 妄想キャリブレーション「Bang Bang No.1」（2016年）

### 振付け
楽曲
- Serena「CHANGE!!」（2013年）
- 當山みれい「Memories」（2014年）
- 南魚沼きりざいDE愛隊 イメージソング「きりざい音頭」（2014年）
- MAG!C☆PRINCE「絶対☆アイシテル!」（2015年）「UPDATE」「YUME no MELODY」（2017年）
- ブレイク☆スルー“5D「MONEY on the GAME」（2016年）
- 妄想キャリブレーション「Bang Bang No.1」（2016年）
- 三戸なつめ「パズル」（2017年）
- 九星隊「FLASH」「Kiss Me Fire」（2018年）
- PrizmaX「yours」（2018年）
- 虹のコンキスタドール「勝手に最高！ディスティニー」(2022年)

CM
- マネーフォワード「一元管理」編「使い過ぎ」編（2016年）
- おやつカンパニー NEWベビースター「パンメン」編（2017年）

## 書籍
- "なりたい自分"になる技術 ―「好きなこと」×「理想の姿」を両立できる人の考え方（2021年3月19日、きずな出版）ISBN 978-4866631387

## 選挙歴
| 当落 | 選挙                     | 執行日         | 年齢 | 選挙区       | 政党       | 得票数    | 得票率 | 定数 | 得票順位 /候補者数 | 政党内比例順位 /政党当選者数 |
| ---- | ------------------------ | -------------- | ---- | ------------ | ---------- | --------- | ------ | ---- | ------------------ | ---------------------------- |
| 落   | 第27回参議院議員通常選挙 | 2025年07月20日 | 39   | 参議院比例区 | 自由民主党 | 2万6738票 |        | 50   | 28/31              | 28/12                        |